# Coccyzus erythropthalmus
Il cuculo becconero, cuculo occhirossi o cuculo americano occhirossi (Coccyzus erythropthalmus Wilson, 1811), è un uccello della famiglia dei Cuculidae.

## Sistematica
Coccyzus erythropthalmus non ha sottospecie, è monotipico.

## Descrizione
Il cuculo occhirossi e un cuculide molto simile ad una gazza, ma distinto da essa per gli intensi colori che adornano il suo piumaggio: presenta un becco grigio-bluastro, leggermente più scuro e ricurvo in punta, gli occhi sono scuri e abbelliti da un anello perioculare rosso corallo molto appariscente, facilmente visibile solo nella parte anteriore dell'occhio; la parte inferiore del corpo e bianca, sfumata da una lieve sfumatura color crema sulla gola. La fronte e chiazzata di blu, il piumaggio di nuca, dorso, ali e coda e bruno-rossiccio, più scuro sulle remigranti, mentre la coda, inferiormente, e bianca; questo carattere fa distinguere il cuculo occhirossi da tutti gli altri cuculi: e infatti l'unico membro del suo genere privo di macchie. Le zampe sono grigio-bluastre.

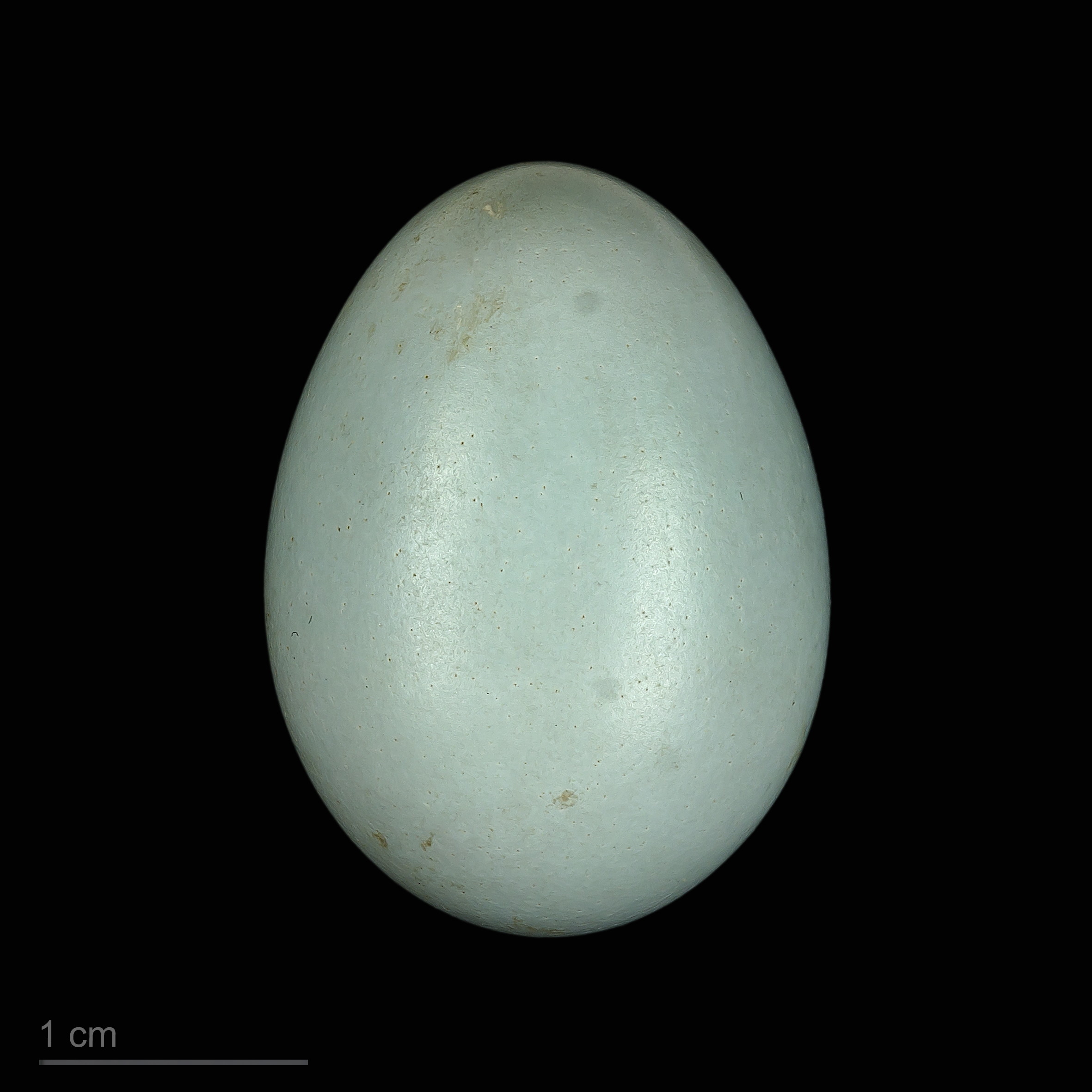
Uovo di Coccyzus erythropthalmus - Museo di Tolosa

## Distribuzione e habitat
Questo uccello vive in tutto il Nord e Centro America, nei Caraibi e in quasi tutto il Sud America, eccetto in Cile e Uruguay. È di passo in Giamaica, sulle Bermuda, in Groenlandia e in Europa centrale e occidentale (Italia, Francia, Irlanda, Regno Unito, Germania, Danimarca, Portogallo)